# Blason de la Wallonie
Les armoiries de la Wallonie se composent d'un coq gaulois à griffes rouges (gueules) sur fond jaune (champ).

## Histoire des armoiries
Le coq était (probablement) principalement un symbole chez les Véromandus, un peuple celto-gaulois de l'ancienne Gaule belgique. Plus tard, le coq fut utilisé comme emblème pour tous les pays gaulois, y compris la France. Ce soupçon provient d'une pièce de monnaie découverte dans leur habitat, qui représente un coq, en plein mouvement, debout sur ses griffes, le cou tendu, battant des ailes et chantant.
Le coq wallon, également appelé "coq courageux", fait référence à un tableau de Pierre Paulus, qui a également inspiré les militants du Mouvement wallon tels que le Rattachisme et la Wallonie Libre. Paulus a conçu le drapeau de la région wallonne en 1913, dont sont finalement issus les armoiries.

Le Coq wallon

Le coq gaulois rouge (également connu sous le nom de coq walon en Belgique) sur fond jaune. Le coq représente l'adhésion des Wallons à la culture française et à leurs origines gallo-romaines. La coloration rouge et jaune est historiquement associée à Principauté de Liège, car le drapeau avait deux bandes verticales et leurs couleurs étaient le rouge et le jaune. Cela a inspiré les couleurs des armoiries de la Région wallonne.

Drapeau de la Wallonie (1998 - présent) [1]
Drapeau de Principauté de Liège (980–1795)
Drapeau du Rattachisme
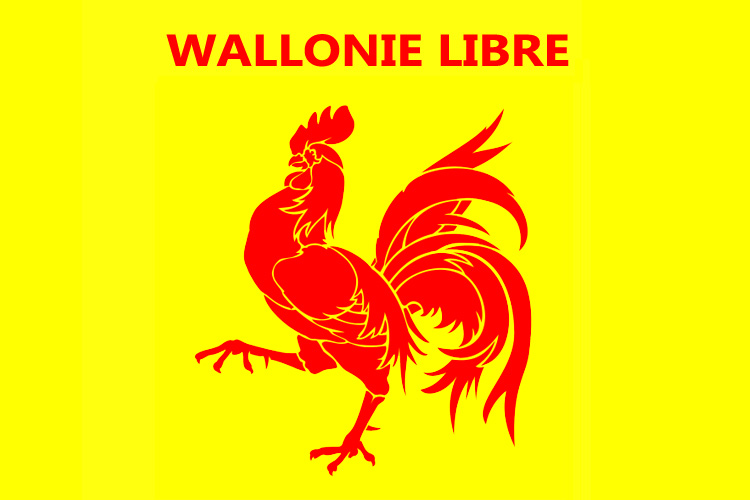
Drapeau de la Wallonie Libre